# Georg Wiebel
Georg Wiebel est un joueur allemand de volley-ball né le 6 avril 1977 à Karlsruhe (Bade-Wurtemberg). Il mesure 2,06 m et joue central. Il totalise 139 sélections en équipe d'Allemagne. Il est marié et a deux enfants.

## Clubs
| Club                | Pays      | De        | À         |
| ------------------- | --------- | --------- | --------- |
| Moerser SC          | Allemagne | 1996-1997 | 1997-1998 |
| Bayer Wuppertal     | Allemagne | 1998-1999 | 2000-2001 |
| Noliko Maaseik      | Belgique  | 2001-2002 | 2003-2004 |
| VfB Friedrichshafen | Allemagne | 2004-2005 | 2004-2005 |
| Noliko Maaseik      | Belgique  | 2005-2006 | …         |

## Palmarès
- Championnat de Belgique (6)
  - Vainqueur : 2002, 2003, 2004, 2007, 2008, 2009
  - Finaliste : 2006, 2007
- Coupe de Belgique (5)
  - Vainqueur : 2002, 2003, 2007, 2008, 2009
- Championnat d'Allemagne (1)
  - Vainqueur : 2005
- Coupe d'Allemagne (1)
  - Vainqueur : 2005
- Supercoupe de Belgique (2)
  - Vainqueur : 2002, 2003